# Гімн Швеції
Du gamla, Du fria (укр. Ти древня, ти вільна) — фактично, шведський національний гімн, державний символ Швеції. Хоча в Конституції Швеції відсутні будь-які згадки про національний гімн, «Du gamla, Du fria» виконують на офіційних церемоніях і спортивних змаганнях. Пісню почали використовувати як національний гімн у 1890-х. Є припущення, що офіційне визнання гімну відбулося в 1866 році, хоча немає жодної офіційної згадки про цей факт. 2000 року Риксдаг відмовився визнавати «Du gamla, Du fria» гімном країни з формулюванням «нема потреби».
Гімн написав Ріхард Дибек, дослідник усного фольклору, на стародавню мелодію у 1844 році. У першому варіанті замість «Du gamla, Du fria» було «Du gamla, Du friska» (ти древня, ти здорова). 1865 року майбутній гімн був уперше опублікований у збірнику «Вибрані шведські народні пісні».
Фактично пісня стала гімном не через офіційне визнання, а через осмислення шведами своєї національної ідентичності. Вважається, що не останню роль у визнанні гімну зіграв випадок на Дні національного прапора, коли король Оскар ІІ піднявся з місця, коли звучала пісня.
Останні дві строфи написала Луїза Але у 1910 році. Виконуються рідко.

## ТекстгімнуШвеції

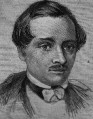
Ріхард Дибек - автор оригінального тексту 1844 року

| 1 Du gamla, Du fria, Du fjällhöga nord, Du tysta, Du glädjerika sköna! Jag hälsar Dig, vänaste land uppå jord, Din sol, Din himmel, Dina ängder gröna, Din sol, Din himmel, Dina ängder gröna. 2 Du tronar på minnen från fornstora dar, Då ärat Ditt namn flög över jorden. Jag vet att Du är och Du blir vad du var. Ja, jag vill leva jag vill dö i Norden, Ja, jag vill leva jag vill dö i Norden. 3 Jag städs vill dig tjäna mitt älskade land, Din trohet till döden vill jag svära, Din rätt, skall jag värna, med håg och med hand, Din fana, högt den bragderika bära, Din fana, högt den bragderika bära. 4 Med Gud skall jag kämpa, för hem och för härd, För Sverige, den kära fosterjorden. Jag byter Dig ej, mot allt i en värld, Nej, jag vill leva jag vill dö i Norden, Nej, jag vill leva jag vill dö i Norden. | Переклад Крупського Олега 1 Вільні, стародавні півночі гори Спокоєм своїм манять до себе. Я славлю твоє небо, сонце, озера, О, північ, місця краще немає ніде! 2 Я знаю про давні ті часи, Коли великою ти стала державою Прославленої стала ти і нею будеш завжди, Так, на півночі я жити і померти бажаю. 3 Служити тобі, Батьківщино, - воля моя, І ти можеш вірити в мене твердо. Розумом і мечем захищу я тебе, Нести твоє знамено буду гордо. 4 Я буду боротись за наш спільний дім За Швецію, Бог допоможе, я знаю. Потрібна мені лише ти, не потребую іншого Ні, на півночі жити й померти бажаю. |

Перша строфа гімну Швеції: